# Dommartin-aux-Bois
Pour les articles homonymes, voir Dommartin.
Dommartin-aux-Bois est une commune française située dans le département des Vosges, en région Grand Est.
Ses habitants sont appelés les Dommartinois.

## Géographie

### Localisation
La commune a la particularité d'être à cheval sur la ligne de partage des eaux entre les bassins du Rhône et du Rhin. Les hameaux de Barbonfoing et d'Agémont font partie du rhodanien tandis que celui d'Adoncourt relève du  bassin rhénan.
Elle se compose de quatre hameaux (Adoncourt, Dommartin-aux-Bois, Agémont et Barbonfoing) et d'un écart (Hagnécourt).

### Géologie et relief
Située dans la région naturelle de La Vôge la forêt communale bénéficiera, sur la période 2021 à 2040, d'un programme d'aménagement portant sur une surface de 215,97 hectares,.
Patrimoine naturel :
Deux zones naturelles d'intérêt écologique, faunistique et floristique :
* Gîtes à chiroptères de Girancourt.
* Vôge et Bassigny.

### Communes limitrophes
| Damas-et-Bettegney     | Gorhey             | Chaumousey |
| Harol                  | Dommartin-aux-Bois | Girancourt |
| Charmois-l'Orgueilleux |                    | Uzemain    |

### Hydrographie et les eaux souterraines
Hydrogéologie et climatologie : Système d’information pour la gestion des eaux souterraines du bassin Rhin-Meuse :
Territoire communal : Occupation du sol (Corinne Land Cover); Cours d'eau (BD Carthage),
Géologie : Carte géologique; Coupes géologiques et techniques,
 Hydrogéologie : Masses d'eau souterraine; BD Lisa; Cartes piézométriques.
La commune est située pour partie dans le bassin versant du Rhin au sein du bassin Rhin-Meuse et pour partie dans le bassin versant de la Saône au sein du bassin Rhône-Méditerranée-Corse. Elle est drainée par la ruisseau la Gitte, le ruisseau de Beaumenil et le ruisseau de Reblangotte,.
La Gitte, d'une longueur totale de 22,2 km, prend sa source dans la commune de Harol et se jette dans le Madon à Velotte-et-Tatignécourt, après avoir traversé neuf communes.

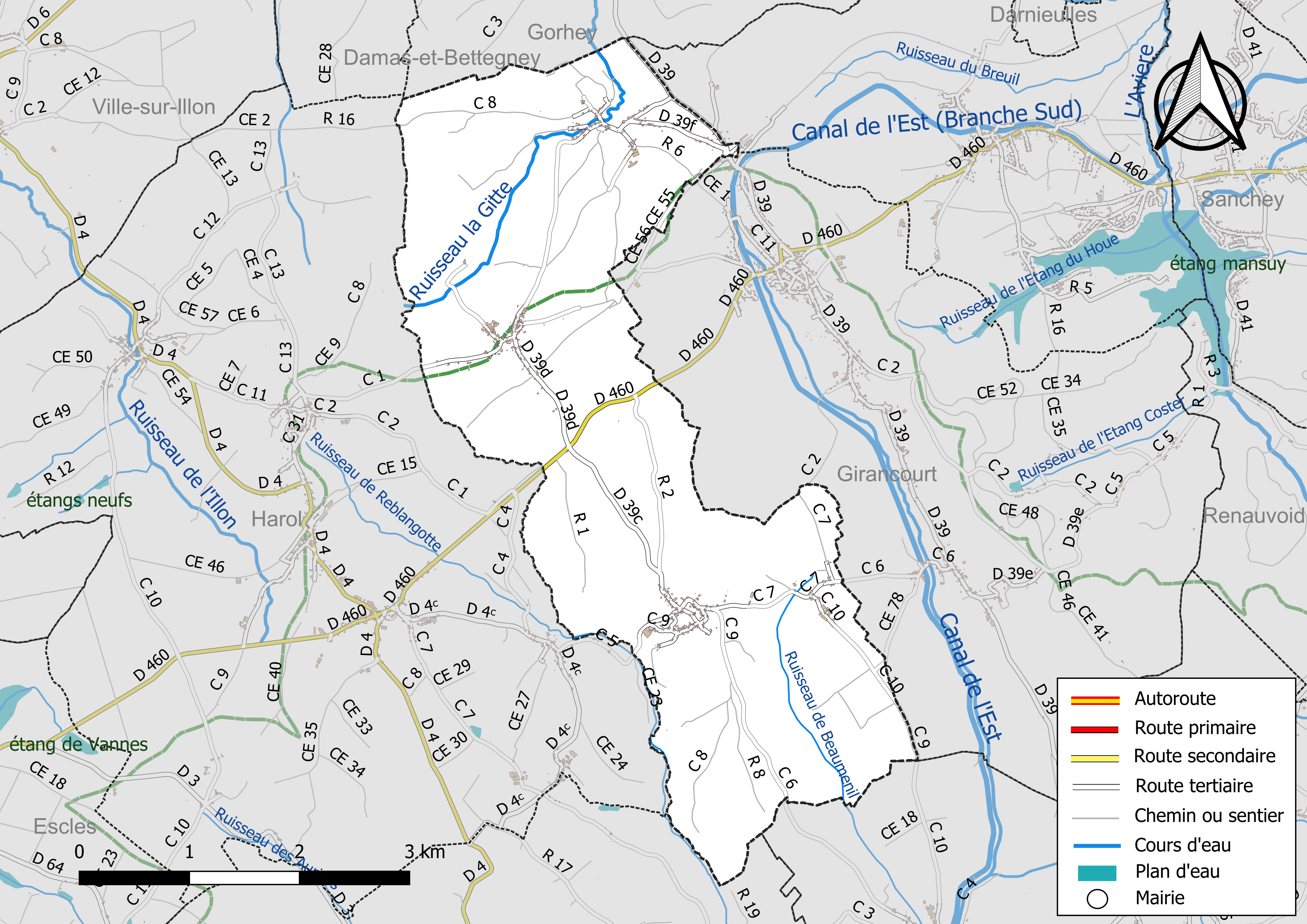
Réseaux hydrographique et routier de Dommartin-aux-Bois.

La qualité des eaux de baignade et des cours d’eau peut être consultée sur un site dédié géré par les agences de l’eau et l’Agence française pour la biodiversité.

### Climat
Pour des articles plus généraux, voir Climat du Grand Est et Climat des Vosges.
En 2010, le climat de la commune est de type climat des marges montargnardes, selon une étude du Centre national de la recherche scientifique s'appuyant sur une série de données couvrant la période 1971-2000. En 2020, Météo-France publie une typologie des climats de la France métropolitaine dans laquelle la commune est exposée à un climat semi-continental et est dans la région climatique Lorraine, plateau de Langres, Morvan, caractérisée par un hiver rude (1,5 °C), des vents modérés et des brouillards fréquents en automne et hiver.
Pour la période 1971-2000, la température annuelle moyenne est de 9,5 °C, avec une amplitude thermique annuelle de 17,2 °C. Le cumul annuel moyen de précipitations est de 993 mm, avec 12,8 jours de précipitations en janvier et 10 jours en juillet. Pour la période 1991-2020, la température moyenne annuelle observée sur la station météorologique installée sur la commune est de 10,6 °C et le cumul annuel moyen de précipitations est de 908,9 mm. 
La température maximale relevée sur cette station est de 39,4 °C, atteinte le 25 juillet 2019 ; la température minimale est de −17,5 °C, atteinte le 20 décembre 2009,,.
| Mois                                  | jan.           | fév.           | mars          | avril         | mai           | juin          | jui.          | août          | sep.         | oct.          | nov.          | déc.           | année      |
| ------------------------------------- | -------------- | -------------- | ------------- | ------------- | ------------- | ------------- | ------------- | ------------- | ------------ | ------------- | ------------- | -------------- | ---------- |
| Température minimale moyenne (°C)     | −0,6           | −0,4           | 1,6           | 4,9           | 8,3           | 12,1          | 13,8          | 13,6          | 9,8          | 6,9           | 3,4           | 0,5            | 6,2        |
| Température moyenne (°C)              | 1,9            | 2,9            | 6,3           | 10,4          | 13,8          | 17,7          | 19,6          | 19,3          | 15,3         | 11            | 6,3           | 3              | 10,6       |
| Température maximale moyenne (°C)     | 4,4            | 6,2            | 11            | 15,9          | 19,3          | 23,2          | 25,3          | 24,9          | 20,7         | 15,1          | 9,2           | 5,5            | 15,1       |
| Record de froid (°C) date du record   | −14,7 07.01.17 | −15,5 06.02.12 | −9,6 12.03.10 | −5,2 06.04.21 | −0,4 03.05.21 | 4,4 05.06.09  | 6,7 02.07.11  | 5,6 26.08.18  | 1,4 26.09.18 | −5,7 29.10.12 | −6,9 30.11.16 | −17,5 20.12.09 | −17,5 2009 |
| Record de chaleur (°C) date du record | 15,4 01.01.23  | 21,1 27.02.19  | 24,6 31.03.21 | 27,8 28.04.12 | 31,4 25.05.09 | 36,6 26.06.19 | 39,4 25.07.19 | 37,1 04.08.22 | 33 14.09.20  | 27,2 02.10.23 | 21,8 08.11.15 | 15,9 19.12.19  | 39,4 2019  |
| Précipitations (mm)                   | 77,3           | 66,5           | 61,6          | 59,3          | 82,6          | 88,4          | 71,9          | 77,5          | 66,1         | 80,2          | 85,7          | 91,8           | 908,9      |

| Diagramme climatique                                  |             |           |             |             |              |              |              |             |             |            |            |
| J                                                     | F           | M         | A           | M           | J            | J            | A            | S           | O           | N          | D          |
| 4,4−0,677,3                                           | 6,2−0,466,5 | 111,661,6 | 15,94,959,3 | 19,38,382,6 | 23,212,188,4 | 25,313,871,9 | 24,913,677,5 | 20,79,866,1 | 15,16,980,2 | 9,23,485,7 | 5,50,591,8 |
| Moyennes : • Temp. maxi et mini °C • Précipitation mm |             |           |             |             |              |              |              |             |             |            |            |

Les paramètres climatiques de la commune ont été estimés pour le milieu du siècle (2041-2070) selon différents scénarios d'émission de gaz à effet de serre à partir des nouvelles projections climatiques de référence DRIAS-2020. Ils sont consultables sur un site dédié publié par Météo-France en novembre 2022.

## Urbanisme

### Typologie
Au 1er janvier 2024, Dommartin-aux-Bois est catégorisée commune rurale à habitat dispersé, selon la nouvelle grille communale de densité à sept niveaux définie par l'Insee en 2022.
Elle est située hors unité urbaine. Par ailleurs la commune fait partie de l'aire d'attraction d'Épinal, dont elle est une commune de la couronne,. Cette aire, qui regroupe 118 communes, est catégorisée dans les aires de 50 000 à moins de 200 000 habitants,.

### Sismicité
Commune située en zone sismique modérée,.

### Occupation des sols
L'occupation des sols de la commune, telle qu'elle ressort de la base de données européenne d’occupation biophysique des sols Corine Land Cover (CLC), est marquée par l'importance des territoires agricoles (79,1 % en 2018), en diminution par rapport à 1990 (81,4 %). La répartition détaillée en 2018 est la suivante : 
terres arables (40,6 %), prairies (36,6 %), forêts (16,8 %), zones urbanisées (4,1 %), zones agricoles hétérogènes (1,9 %). L'évolution de l’occupation des sols de la commune et de ses infrastructures peut être observée sur les différentes représentations cartographiques du territoire : la carte de Cassini (XVIIIe siècle), la carte d'état-major (1820-1866) et les cartes ou photos aériennes de l'IGN pour la période actuelle (1950 à aujourd'hui).

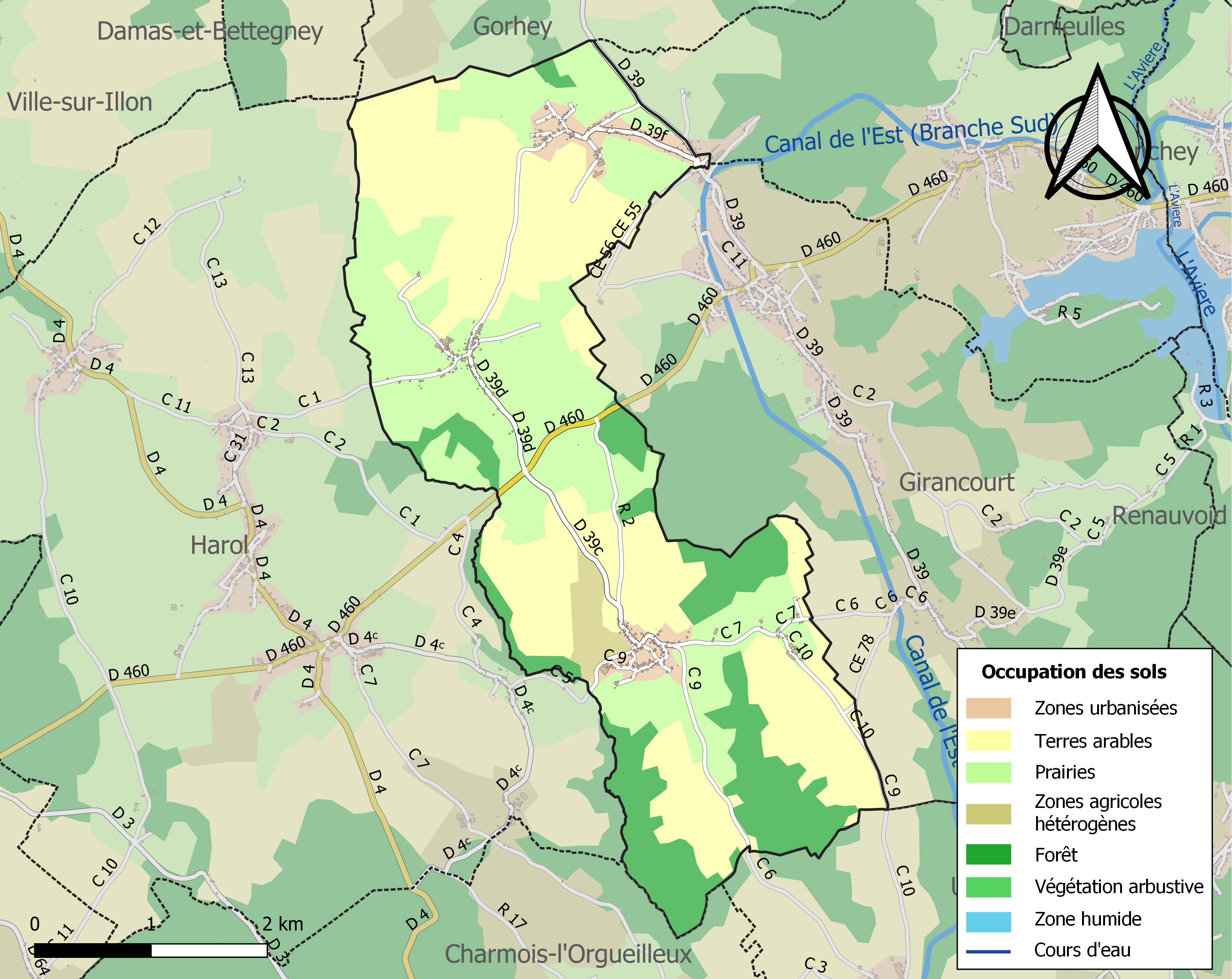
Carte des infrastructures et de l'occupation des sols de la commune en 2018 (CLC).

### Voies de communications et transports

#### Voies routières
- D460 > D36 vers Épinal[22].
- A31 (aussi appelée autoroute de Lorraine-Bourgogne). Échangeur Bulgnéville vers Vittel.

#### Transports en commun

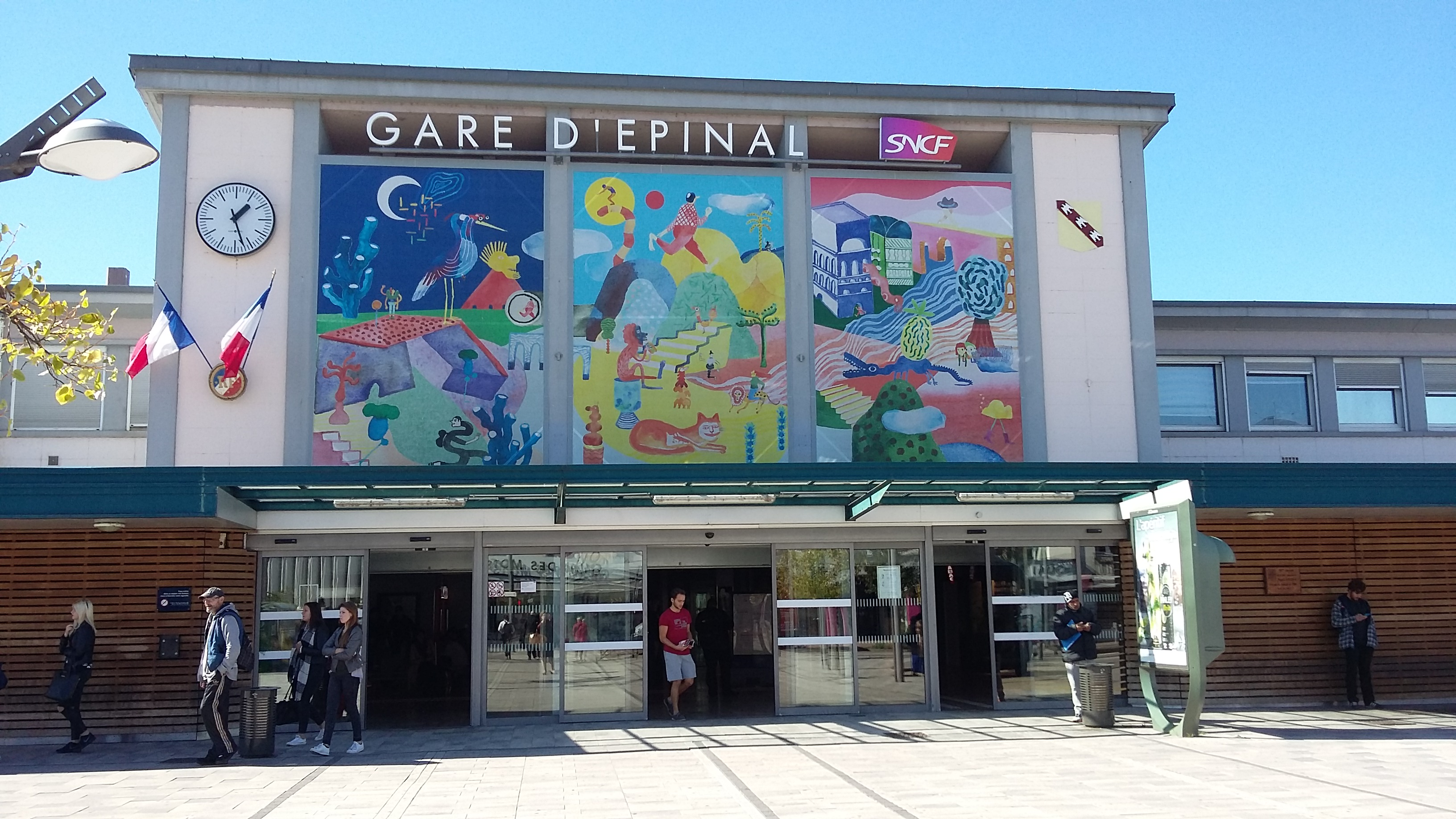
Gare d'Épinal.

- Fluo Grand Est.

#### Lignes SNCF
- Gare d'Épinal
- Gare de Xertigny
- Gare de Thaon
- Gare de Châtel - Nomexy

#### Transports aériens
- Aéroport d'Épinal-Mirecourt « Vosges Aéroport ».

À partir de l'été 2021, l’aéroport d’Épinal-Mirecourt devient le pélicandrome de la Zone Est et servira ainsi de base de ravitaillement et d’intervention pour les avions bombardiers d’eau Q Series ou de Havilland Canada DHC-8, aussi connu sous le nom de Dash 8.

## Toponymie
Le nom de la localité est attesté sous les formes Donum altaris capelle de Donno Martino (1119), ; De Domnomartino (XIIe siècle) ; Dompmartin (1286) ; Dommartin (1297) ; Dompmartin aux Bois (XVIe siècle) ; Domnus Martinus ad Silvas (1768).

Dommartin est un hagiotoponyme caché, issu du bas latin domnus et le nom  du saint Martinus : « saint Martin », qui était un ancien soldat romain ; devenu évêque, il a répandu le christianisme dans les zones rurales de la Gaule romaine. 

## Histoire
Le village fut victime d'attaques saxonnes au XIIe siècle. Selon les archives abbatiales, plus de la moitié des récoltes en grains du village furent détruites.
En 1984, le village eut à souffrir de la rafale descendante du 11 juillet : 94 maisons sinistrées, deux bêtes tuées sous les décombres, 190 hectares de récoltes détruites et 3 000 arbres arrachés.

## Politique et administration

### Découpage territorial
Par arrêté préfectoral du 15 septembre 2023, la commune est retirée le 1er janvier 2024 de l'arrondissement d'Épinal et rattachée à l'arrondissement de Neufchâteau.

### Liste des maires
| Période                                  | Période                       | Identité                    | Étiquette | Qualité                                   |
| ---------------------------------------- | ----------------------------- | --------------------------- | --------- | ----------------------------------------- |
| Les données manquantes sont à compléter. |                               |                             |           |                                           |
| 1925                                     | mars 1971                     | Auguste Farinez (1893-1981) | MRP       | Agriculteur Député des Vosges (1946-1951) |
| mars 1971                                | mars 1983                     | Pierre Mangin (1924-2006)   |           |                                           |
| mars 2001                                | mars 2008                     | Lise Vaulot                 | DVD       |                                           |
| mars 2008                                | En cours (au 18 février 2015) | Patrick Rambaut             |           | [ 29 ]                                    |

### Budget et fiscalité 2022

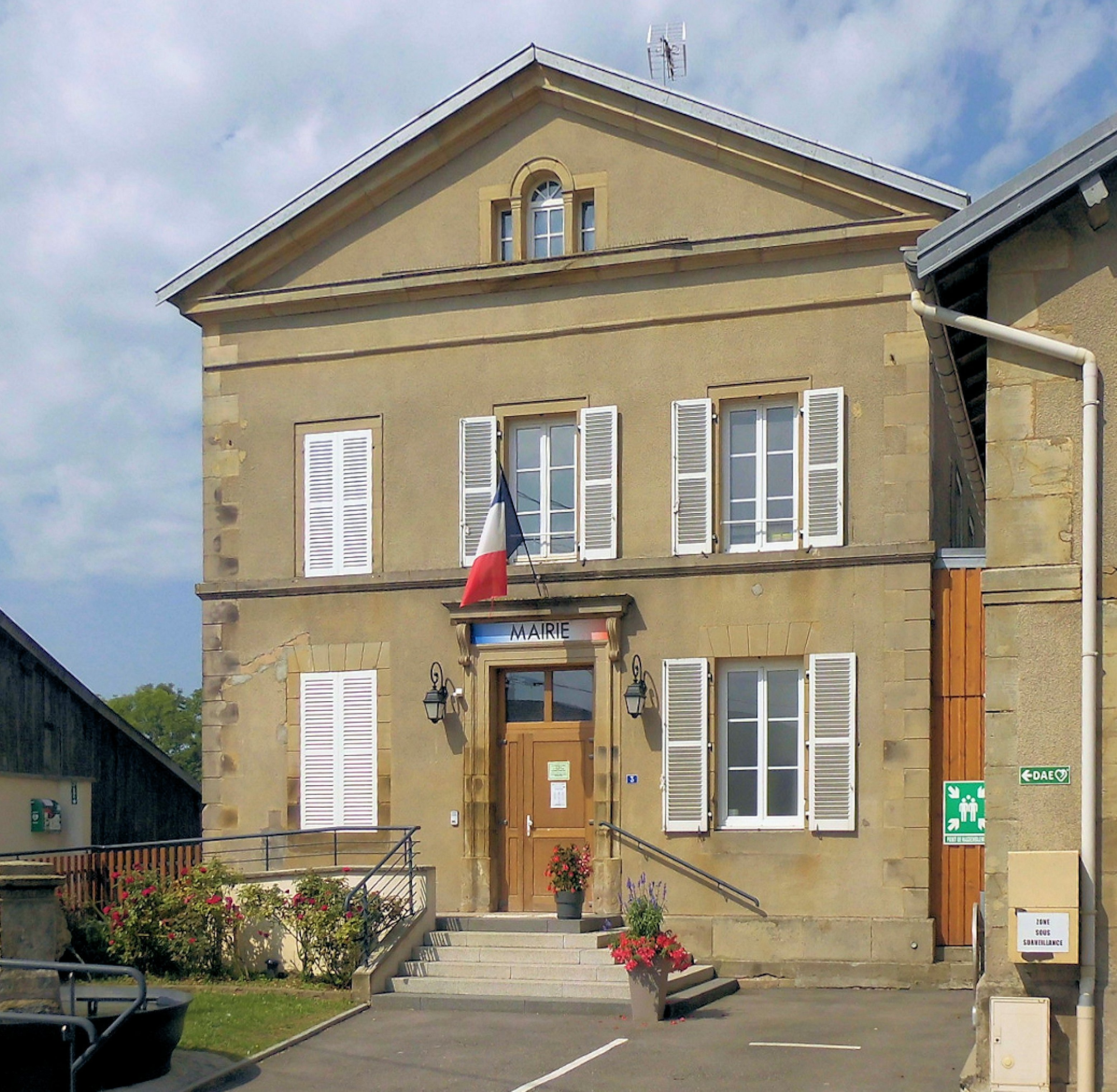
La mairie.

En 2022, le budget de la commune était constitué ainsi :
- total des produits de fonctionnement : 244 000 €, soit 612 € par habitant ;
- total des charges de fonctionnement : 228 000 €, soit 573 € par habitant ;
- total des ressources d'investissement : 58 000 €, soit 147 € par habitant ;
- total des emplois d'investissement : 71 000 €, soit 178 € par habitant ;
- endettement : 41 000 €, soit 103 € par habitant.

Avec les taux de fiscalité suivants :
- taxe d'habitation : 20,89 % ;
- taxe foncière sur les propriétés bâties : 38,76 % ;
- taxe foncière sur les propriétés non bâties : 22,16 % ;
- taxe additionnelle à la taxe foncière sur les propriétés non bâties : 0,00 % ;
- cotisation foncière des entreprises : 0,00 %.

Chiffres clés Revenus et pauvreté des ménages en 2021 : médiane en 2021 du revenu disponible, par unité de consommation : 21 910 €.

## Population et société

### Démographie

#### Évolution démographique
L'évolution du nombre d'habitants est connue à travers les recensements de la population effectués dans la commune depuis 1793. Pour les communes de moins de 10 000 habitants, une enquête de recensement portant sur toute la population est réalisée tous les cinq ans, les populations de référence des années intermédiaires étant quant à elles estimées par interpolation ou extrapolation. Pour la commune, le premier recensement exhaustif entrant dans le cadre du nouveau dispositif a été réalisé en 2006.

En 2022, la commune comptait 399 habitants, en évolution de +0,5 % par rapport à 2016 (Vosges : −2,96 %, France hors Mayotte : +2,11 %).
| 1793 | 1800 | 1806 | 1821 | 1831 | 1836 | 1841 | 1846 | 1856 |
| ---- | ---- | ---- | ---- | ---- | ---- | ---- | ---- | ---- |
| 670  | 689  | 751  | 783  | 864  | 868  | 867  | 932  | 914  |

| 1861 | 1866 | 1876 | 1881 | 1886 | 1891 | 1896 | 1901 | 1906 |
| ---- | ---- | ---- | ---- | ---- | ---- | ---- | ---- | ---- |
| 871  | 877  | 805  | 788  | 836  | 742  | 710  | 674  | 641  |

| 1911 | 1921 | 1926 | 1931 | 1936 | 1946 | 1954 | 1962 | 1968 |
| ---- | ---- | ---- | ---- | ---- | ---- | ---- | ---- | ---- |
| 612  | 527  | 514  | 468  | 451  | 433  | 376  | 377  | 309  |

| 1975 | 1982 | 1990 | 1999 | 2006 | 2011 | 2016 | 2021 | 2022 |
| ---- | ---- | ---- | ---- | ---- | ---- | ---- | ---- | ---- |
| 288  | 309  | 360  | 336  | 376  | 431  | 397  | 394  | 399  |

### Enseignement
Établissements d'enseignements :
- Écoles maternelles et primaires à Girancourt, Harol, Charmois-l'Orgueilleux, Sanchey, Hennecourt.
- Collèges à Dompaire, Golbey, Épinal.
- Lycées à Harol, Épinal.

### Santé
Professionnels et établissements de santé :
- Médecins à Girancourt, Chaumousey, Damas-et-Bettegney, Dompaire, Darnieulles, Charmois-l'Orgueilleux.
- Pharmacies à Girancourt, Chaumousey, Dompaire, Uxegney, Les Forges.
- Hôpitaux à Ville-sur-Illon, Golbey, Épinal.

### Cultes
- Culte catholique, Paroisse Saint-Jean-Baptiste-de-l’Avière[38], Diocèse de Saint-Dié.

## Économie

### Entreprises et commerces

#### Agriculture
- Agriculture et élevage[39].

#### Commerces
- Commerces et services de proximité[40].

## Culture locale et patrimoine

### Lieux et monuments
- L’église dédiée à saint Martin, était annexe de Girancourt, elle a été construite en 1737[41].
- Fontaines et lavoirs[42].
- Monument aux morts[43],[44].
- 4 Calvaires.
- Maison du tabellion de 1615.
- Pont de Blûmont situé entre l’ancienne gare de Girancourt et Dommartin (anciennes gares désaffectées). Ancienne voie ferrée SNCF qui reliait Jussey en Haute Saône à Darnieulles.
- Patrimoine rural recensé par le service régional de l'Inventaire général du patrimoine culturel.

### Personnalités liées à la commune
- Auguste Farinez (1893-1981), ancien député des Vosges, né à Dommartin, mort dans sa commune natale dont il fut maire de 1925 à 1971[45].

### Héraldique
| Blason de Dommartin-aux-Bois | Blason  | Chapé-ondé : au 1) d' azur à un filet ondé en chevron mouvant de la partition soutenu d'un rameau de mirabellier de sable, fruité de deux pièces d'or tachetées de pourpre et feuillé de deux pièces d'argent; au 2) de gueules à 4 faines d'or, deux à dextre, rangées et posées en barre, et deux autres à senestre, rangées et posées en bande ; au pont d’or à la rambarde de sable et maçonné du même brochant en pointe sur le tout,. |
| Blason de Dommartin-aux-Bois | Détails | Création Robert André Louis. Adoptée le 8 février 2019. |

## Pour approfondir